# Penelopa (film)
Penelopa (ang. Penelope) – amerykańska komedia kryminalna z 1966 roku w reżyserii Arthura Hillera, na podstawie powieści Howarda Fasta.
Tytułowa Penelopa (Natalie Wood) jest młodą żoną bankiera (Ian Bannen). Od pewnego jednak czasu czuje się znudzona i zaniedbywana przez zajętego pracą męża. By zwrócić na siebie uwagę, wpada na oryginalny pomysł. Postanawia obrabować bank męża. Porzuca torbę z łupem, a do aresztu pod zarzutem napadu na bank trafia przypadkowa, niewinna osoba. Przerażona Penelopa ujawnia, że to ona była prawdziwym sprawcą tego przestępstwa. Jednak nikt nie chce jej uwierzyć. Co gorsza jej mąż zaczyna dostrzegać u niej znamiona choroby psychicznej.

## Fabuła
Mimo iż bankier James Elcott, mąż Penelopy, kocha swoją żonę, jest całkowicie pochłonięty pracą zawodową. Pod wpływem impulsu Penelopa przebiera się za miłą staruszkę i dokonuje napadu na bank męża, kradnąc 60 tys. dolarów. Następnie udaje się do toalety, gdzie zrzuca z siebie przebranie i wychodzi w żółtym kostiumie. Informuje ochronę obiektu, że widziała staruszkę z bronią w ubikacji, po czym spokojnie opuszcza bank. Następnie udaje się do niezrównoważonego psychicznie psychoterapeuty, Gregory’ego Mannixa i opowiada mu historię swojej kleptomanii.
Kamery monitoringu zarejestrowały jedynie tylną część ciała ubranej na żółto opuszczającej bank złodziejki. Porucznik policji Bixbee zauważa uderzające podobieństwo w sposobie poruszania się Penelopy, starszej pani i kobiety w żółtym kostiumie. Penelopa pozbywa się kostiumu w sklepie z używaną odzieżą. Garsonka zostaje wkrótce nabyta przez Sadabę, właścicielkę butiku z elegancką odzieżą. Sadaba odkrywa znaczenie kostiumu w śledztwie i wraz ze wspólnikiem Kaczusiem próbuje szantażować Penelopę. Penelopa wyznaje dr Manniksowi, że dokonała napadu na bank i przekazuje mu pieniądze, które psychoterapeuta zobowiązuje się pod osłoną nocy zwrócić bankowi. Próbując podołać obietnicy, pod wpływem emocji, Mannix pośpiesznie wyrzuca pieniądze w pobliżu siedziby banku. Pieniądze podnosi przypadkowa prostytutka, którą następnie policja oskarża o dokonania napadu.
Kierowana wyrzutami sumienia Penelopa wyznaje prawdę mężowi, lecz George nie wierzy jej słowom. Aby go przekonać, organizuje przyjęcie, na które zaprasza wszystkie kobiety, którym wcześniej kradła jakieś części biżuterii. Próbuje zwrócić im te precjoza, lecz kobiety wypierają się ich własności. Wzburzona Penelopa ucieka z domu. Następnego dnia ponownie dokonuje napadu na bank męża, tym razem jest z tego powodu zrozpaczona. George uświadamia sobie prawdę o przestępstwach Penelopy; zdaje sobie sprawę, że swoim zaniedbaniem przyczynił się do takiego postępowania żony. Nie wnosi oskarżenia przeciwko niej. Ostatecznie odnajduje ją w gabinecie dr. Manniksa, gdzie prosi ją o przebaczenie. Wyleczona z kleptomanii Penelopa wybacza mu i pogodzeni razem udają się do domu.

## Obsada
- Natalie Wood – Penelope Elcott
- Ian Bannen – James B. Elcott
- Dick Shawn – dr Gregory Mannix
- Peter Falk – porucznik Horatio Bixbee
- Jonathan Winters – profesor Klobb
- Lila Kedrova – Sadaba
- Lou Jacobi – Kaczuś
- Norma Crane – Mildred Halliday
- Arthur Malet – major Higgins z Armii Zbawienia
- Jerome Cowan – dyrektor banku
- Arlene Golonka – Honeysuckle Rose
- Amzie Strickland – Serena
- Bill Gunn – sierżant Rothschild
- Carl Ballantine – Boom Boom
- Iggie Wolfington – właściciel sklepu